# Davenport (Iowa)

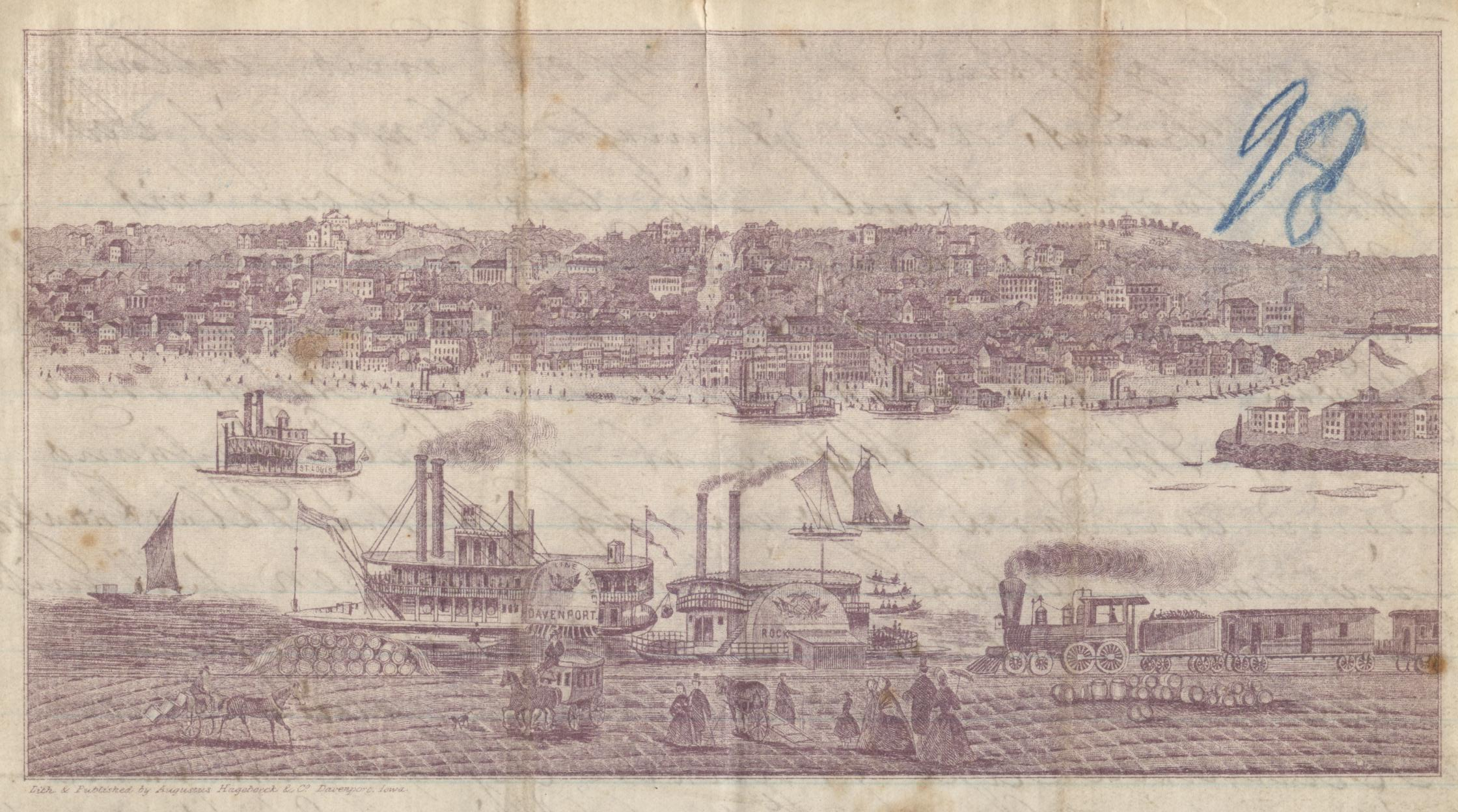
Lithographie Davenport Iowa, ca. 1860

Davenport ist die drittgrößte Stadt im  Bundesstaat Iowa der Vereinigten Staaten (USA). Das U.S. Census Bureau hat bei der Volkszählung 2020 eine Einwohnerzahl von 101.724 ermittelt. Die Stadt ist Teil der so genannten Quad Cities von Iowa und Illinois. Bekannte Einrichtungen sind das Palmer College of Chiropractic und die Saint Ambrose University. Davenport ist Hauptort des Scott County.
Davenport macht regelmäßig Schlagzeilen, weil es die einzige Stadt am Mississippi River ist, die nicht über eine Flutsicherung oder über Deiche verfügt. Man bevorzugt den offenen Zugang zum Fluss, dafür muss jedes neu gebaute Gebäude oberhalb des 100-Jahres-Höchstwasserstandes liegen oder durch Flutmauern gesichert werden. Beispiele für flutsichere oder flutgesicherte Gebäude sind das John O’Donnell Stadium und das Figge Art Museum.
Einige recht bekannte Festivals finden hier statt, darunter das Mississippi Valley Blues Festival, die Mississippi Valley Fair und das Bix Beiderbecke Memorial Jazz Festival, das dem aus Davenport stammenden Bix Beiderbecke gewidmet ist.

## Verkehrsanbindung
Davenport liegt an den Autobahnen I-80, I-280 und I-74.
Der Davenport Municipal Airport kann nur von kleinen Maschinen angeflogen werden, der nächste kommerzielle Flugplatz ist der Quad City International Airport auf dem anderen Mississippi-Ufer in Moline (Illinois).
Davenport ist über die 1,17 km lange Rock Island Centennial Bridge mit Rock Island, Illinois verbunden.

## Demografie
Die Bevölkerung von Davenport hat sich gemäß den Ergebnissen der alle 10 Jahre stattfindenden Volkszählungen des United States Census Bureau wie folgt entwickelt:
| Jahr | Einwohnerzahl |
| ---- | ------------- |
| 1850 | 1.848         |
| 1860 | 11.267        |
| 1870 | 20.038        |
| 1880 | 21.831        |
| 1890 | 26.972        |
| 1900 | 35.254        |
| 1910 | 43.028        |
| 1920 | 56.727        |
| 1930 | 60.751        |
| 1940 | 66.039        |
| 1950 | 74.549        |
| 1960 | 88.981        |
| 1970 | 98.469        |
| 1980 | 103.264       |
| 1990 | 95.333        |
| 2000 | 98.359        |
| 2010 | 99.685        |
| 2020 | 101.724       |

Als Ergebnis der Volkszählung im Jahr 2000 wurde eine Bevölkerung von 98.359 Personen in 39.124 Haushalten und 24.804 für Davenport ermittelt. Dies ergibt eine Bevölkerungsdichte von 605 pro km2. Es wurden 41.350 Wohneinheiten gezählt. Die Bevölkerung setzte sich 2000 aus 83,68 % Weißen, 9,24 % Afroamerikanern, 0,37 % amerikanischen Indianern, 2,00 % Asiaten und 0,02 % aus der pazifischen Inselwelt zusammen; 2,32 % gaben andere ethnischen Zugehörigkeit an, 2,36 % gaben mehrfache ethnische Zugehörigkeit an. 5,36 % der Bevölkerung war spanischer oder lateinamerikanischer Abstammung.
Unter den 39.124 gezählten Haushalten hatten 31,8 % Kinder unter 18 Jahren; 46,0 % waren verheiratete zusammenlebende Paare. 29,5 % der Haushalte waren Single-Haushalte. Die durchschnittliche Haushaltsgröße waren 2,44 Personen, die durchschnittliche Familiengröße betrug 3,03 Personen.
Nach Altersaufteilung bestand die Bevölkerung aus 26,2 % unter 18 Jahren, 10,7 % von 18 bis 24 Jahren, 30,1 % von 25 bis 44 Jahren, 20,9 % von 45 bis 64 Jahren und 12,1 % im Alter von 65 Jahren und darüber. Der Altersmedian betrug 34 Jahre.
Der Median des Haushaltseinkommens betrug 40.378 US-$. Das Prokopfeinkommen lag bei 18.828 US-$. Etwa 10,5 % der Familien und 14,1 % der Bevölkerung lebte unter der Armutsgrenze.

## Sehenswürdigkeiten

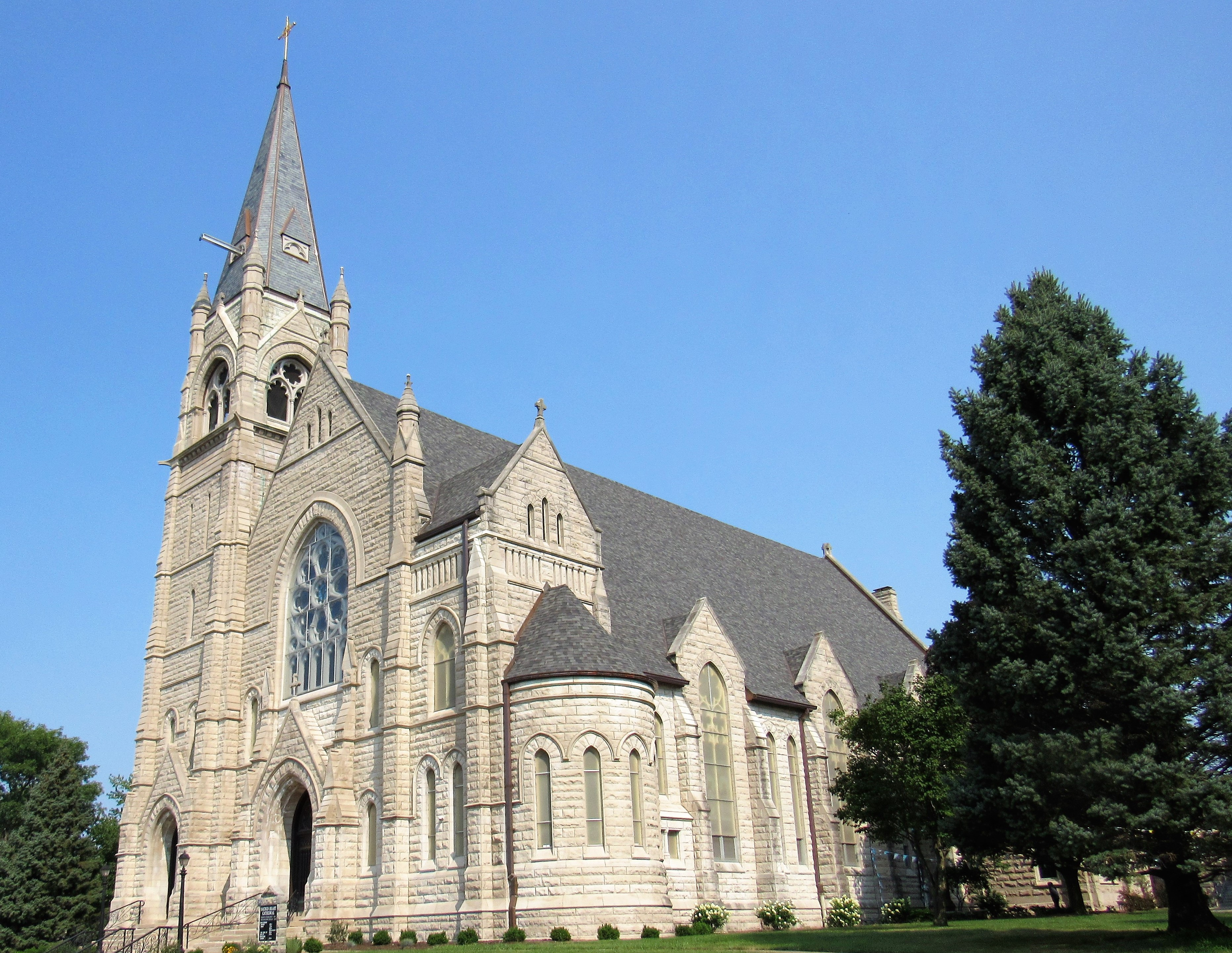
Herz-Jesu-Kathedrale, Portalfassade

- German American Heritage Center, Museum im Germania House erbaut 1870
- Kathedrale Herz Jesu erbaut 1891

## Städtepartnerschaften
Davenport hat Städtepartnerschaften mit Kaiserslautern in Rheinland-Pfalz (1960), mit Ilhéus im brasilianischen Bundesstaat Bahia (2005), mit Carlow in Irland (2006) und mit Brandenburg an der Havel in Brandenburg (2013) geschlossen.

## Persönlichkeiten

### Söhne und Töchter der Stadt
- Henry Carter Adams (1851–1921), Finanz- und Wirtschaftswissenschaftler
- Ida Henrietta Hyde (1857–1945), Physiologin und Hochschullehrerin
- Paul Shorey (1857–1934), Klassischer Philologe
- James Joseph Hartley (1858–1944), römisch-katholischer Geistlicher, Bischof von Columbus
- Joseph R. Lane (1858–1931), Politiker
- Samuel Franklin Cody (1867–1913), Wildwest-Show-Darsteller und Flugpionier
- Henry Vollmer (1867–1930), Politiker
- Josephine Elizabeth Tilden (1869–1957), Botanikerin, Illustratorin und Hochschullehrerin
- Susan Glaspell (1876–1948), Autorin
- Joe R. Hanley (1876–1961), Rechtsanwalt und Politiker
- Carl J. Wiggers (1883–1963), Physiologe
- Worth Mitten (1884–1940), Radrennfahrer und Fahrradbauer
- Eugene Burton Ely (1886–1911), Luftfahrt-Pionier
- Alice Braunlich (1888–1989), Klassische Philologin
- Florizel von Reuter (1890–1985), Violinvirtuose und Komponist
- Remington Kellogg (1892–1969), Mammaloge
- Paul Streeper Helmick (1893–1990), Physiker
- Waddy Kuehl (1893–1967), American-Football-Spieler
- Nat Pendleton (1895–1967), Ringer und Schauspieler
- Gilbert Dalldorf (1900–1979), Virologe und Pathologe
- Bix Beiderbecke (1903–1931), Jazz-Musiker
- Elmer Layden (1903–1973), American-Football-Spieler, Sportfunktionär
- Alma Macrorie (1904–1970), Filmeditorin
- Paul Ziffren (1913–1991), Anwalt und Politiker
- Bob Karstens (1915–2004), Basketballspieler der Harlem Globetrotters
- Patricia Barry (1922–2016), Schauspielerin
- James Philbrook (1924–1982), Schauspieler
- William D. Middleton (1928–2011), Eisenbahn-Autor, -Fotograf und -Historiker
- Russel W. Meyer Jr. (* 1932), Anwalt, Kampfpilot und Vorstandsvorsitzender der Cessna Aircraft Company
- Charles A. Horner (* 1936), General der United States Air Force
- Stuart Margolin (1940–2022), Schauspieler, Regisseur und Drehbuchautor
- Mary Beth Peil (* 1940), Schauspielerin und Opernsängerin
- Jim Leach (1942–2024), Politiker
- Joan Spero (* 1944), Diplomatin
- Arlene Blum (* 1945), Bergsteigerin, Schriftstellerin und Umweltwissenschaftlerin
- John Bishop (1946–2011), R&B- und Jazz-Gitarrist
- John Getz (* 1946), Schauspieler
- Sue Lyon (1946–2019), Schauspielerin
- Christopher Kriesa (* 1947), Schauspieler
- Randy Shilts (1951–1994), Journalist und Autor
- Linnea Quigley (* 1958), Schauspielerin
- Pat Ahern (* 1960), Nordischer Kombinierer
- Roger Craig (* 1960), American-Football-Spieler
- Michael Nunn (* 1963), Boxer
- Frank Fritz (1963–2024), Schauspieler und Trödelsammler
- Lara Flynn Boyle (* 1970), Schauspielerin
- Hynden Walch (* 1971), Sängerin, Filmschauspielerin und Sprecherin
- Dana Davis (* 1978), Schauspielerin
- Bryan Woods (* 1984), Drehbuchautor, Filmproduzent und -regisseur
- Seth Rollins (* 1986), Wrestler
- Amanda Weir (* 1986), Schwimmerin
- Julia Michaels (* 1993), Popsängerin und Songwriterin

### Persönlichkeiten, die vor Ort gewirkt haben
- Fritz Georg Clausen (1848–1940), deutsch-amerikanischer Architekt
- Ricky Davis (* 1979), NBA-Profi (besuchte die North High School in Davenport)
- Cary Grant (1904–1986), Schauspieler (ist hier verstorben)
- Anne Marie Howard (* 1960), Schauspielerin (zog im Alter von 14 Jahren mit ihrer Familie nach Davenport)
- Heinrich Matthey (1825–1913), deutsch-amerikanischer Publizist
- Theodor Olshausen (1802–1869), deutscher Politiker, Journalist und Zeitungsverleger
- Charles Christopher Parry, Botaniker